# Takamine Jōkichi

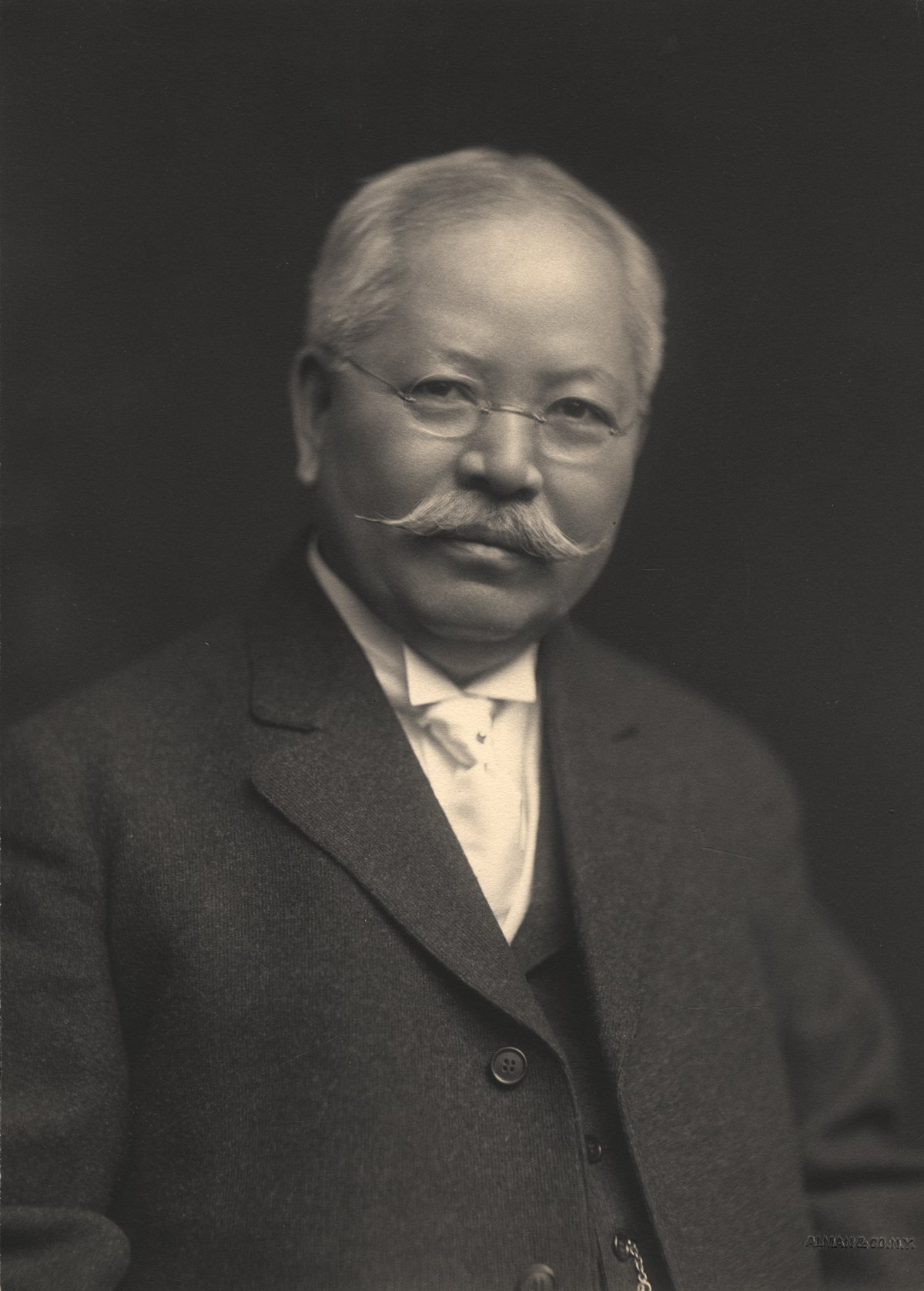
Takamine Jōkichi, um 1920

Takamine Jōkichi (japanisch 高峰 譲吉; * 22. Dezember 1854 (traditionell: Kaei 7/11/3) in Takaoka, Provinz Etchū (heute: Präfektur Toyama); † 22. Juli 1922 in New York City) war ein japanischer Chemiker, Geschäftsmann und Samurai des Kanazawa-han. Er hatte mit Thomas Bell Aldrich 1901 erstmals das Hormon Adrenalin isoliert (rein dargestellt).

## Leben und Forschung

### Frühe Jahre
Jōkichi Takamine wurde in Takaoka geboren, einer Stadt in der ehemaligen Provinz Etchū (heute: Präfektur Toyama). Ein Jahr später zog seine Familie nach Kanazawa in der Provinz Kaga um. Er war der erste Sohn von Seiichi (高峰 精一), auch Genroku (元陸) genannt, und Yuki Takamine (高峰 幸子). Sein Vater war Arzt, seine Mutter kam aus einer Familie von traditionellen Sake-Brauern. Takamine ging in Ōsaka, Kyōto und Tokio zur Schule. Sein Studium schloss er im Jahr 1879 an der Kaiserlichen Universität in Tokio im Fach angewandte Chemie ab. Danach besuchte er die University of Glasgow und die University of Strathclyde in Schottland. 1883 kehrte Takamine nach Japan zurück und begann als Chemiker an der Fakultät für Landwirtschaft und Handel zu arbeiten. Ein Jahr später wurde er als Staatsbeamter zur Weltausstellung nach New Orleans in die Vereinigten Staaten geschickt. Dort traf er Caroline Hitch, seine spätere Frau. Nach seiner Rückkehr wurde Takamine stellvertretender Leiter des Patentamtes. Ein Jahr später heiratete er.
Zeitgleich gründete Takamine 1886 die Tōkyō Jinzō Hiryō Kaisha (東京人造肥料会社, dt. „Kunstdüngerunternehmen Tokio“; heute: Nissan Chemical Industries 日産化学工業, Nissan Kagaku Kōgyō). Dort isolierte er das Enzym Takadiastase, das den Abbau von Stärke katalysiert, aus dem Koji, einem Pilz, der in der Herstellung von Sojasauce und Miso verwendet wird. 1899 wurde Jōkichi Takamine der Ehrendoktortitel in Ingenieurwissenschaften an der Universität Tokyo verliehen.

### Vereinigte Staaten von Amerika
Anfang des Jahres 1900 emigrierte Takamine in die USA und gründete in New York City ein Forschungslabor. Die Exklusivrechte zur Herstellung von Takadiastase verkaufte er an das US-Pharmaunternehmen Parke Davis. Dies brachte ihm insgesamt 30 Millionen US-Dollar ein. Im Jahr 1901 isolierte Takamine zeitgleich mit Thomas Bell Aldrich (1861–1938) das (kristallinische) Hormon Adrenalin aus tierischen Nebennieren (dazu hatte er 8000 Ochsennebennieren benötigt, woraus er vier Gramm Substanz erhielt) und schuf die seither verwendete Stoffbezeichnung Adrenalin auf Anregung des befreundeten Chirurgen Norton Wilson.  Es war der erste stark wirksame Bronchodilatator bei Asthma. 1904 wurde Takamine eine besondere Ehre erteilt. Der japanische Kaiser Meiji ließ für die Weltausstellung in St. Louis einen Pavillon bauen. Er bestand aus zwei nachempfundenen japanischen Adelshäusern im shinden-Stil nach dem Vorbild des kaiserlichen Palastes in Kyōto. Am Ende der Weltausstellung erhielt Takamine die Gebäude mit dem Namen Shōfūden vom Kaiser als Geschenk. Sie wurden zu seinem Anwesen 75 Meilen nördlich von New York gebracht und dort wieder aufgebaut. Im Jahr 1906 erhielt Takamine den Doktortitel in Pharmakologie. 1909 dienten die beiden Gebäude als Gästehaus für den japanischen Prinzen Kuni Kuniyoshi und dessen Gemahlin Prinzessin Kuni. 1922 verstarb Jōkichi Takamine im Lenox-Hill-Hospital in New York City.

## Hinterlassenschaft

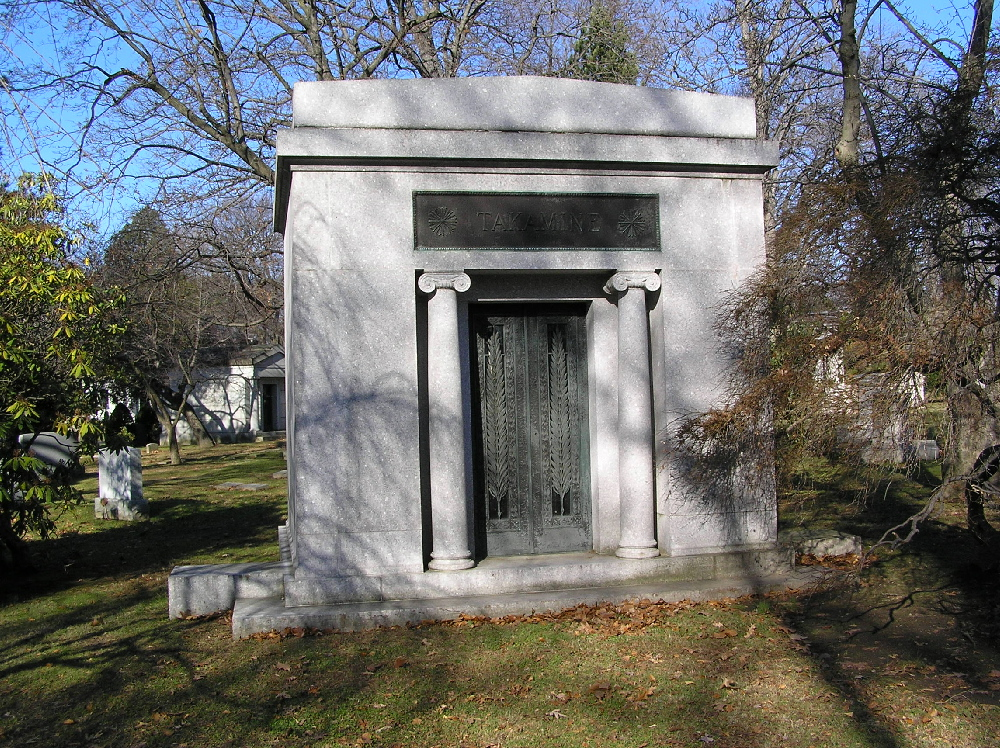
Grab Takamines in New York City

Takamine gründete im Jahr 1905 den bis heute bestehenden Nippon Club, einen Gentlemen’s Club für Japaner und japanischstämmige Amerikaner.
Die meisten der japanischen Kirschbäume des West Potomac Park in Washington, D.C. wurden 1912 auf gemeinsame Initiative Takamines mit dem damaligen Bürgermeister Tokios, Ozaki Yukio, gespendet und in die Vereinigten Staaten gebracht.
Die beiden Häuser des Shōfūden, die Takamine als Geschenk vom Tennō erhalten hatte, stehen nach wie vor auf dem Grundstück, auf dem sie wiederaufgebaut worden waren. Zunächst wechselten die Besitzer, 1984 übergab es die Familie Osborne, die es zu dieser Zeit besaß, einer japanischen Non-Profit-Organisation für Denkmalschutz. 2003 übernahm die Shofuden LLC den Komplex.
Takamines Haus in Kanazawa wurde 1964 am Fuß der dortigen Burg neu errichtet und ist heute ein Museum.
2024 wurde Takamine in die National Inventors Hall of Fame aufgenommen.